# Saint-Malo-de-la-Lande
Saint-Malo-de-la-Lande é uma comuna francesa na região administrativa da Normandia, no departamento Mancha. Estende-se por uma área de 4,01 km². Em 2010 a comuna tinha 481 habitantes (densidade: 120 hab./km²).